# Убице мог оца (2. сезона)
Друга сезона серије Убице мог оца је премијерно емитована од 18. децембра 2017. до 5. марта 2018. године на каналу Топ и броји 12 епизода.

## Радња
Радња се темељи на решавању убиства певача Лунета Попадића из последње епизоде прве сезоне у кафићу и повезаности политике, естраде и спорта.

## Улоге

### Главне
- Вук Костић као Александар Јаковљевић
- Марко Јанкетић као Мирко Павловић
- Тихомир Станић као Предраг Марјановић
- Нина Јанковић Дичић као Јелена
- Миодраг Радоњић као Зоран Јанкетић
- Славко Штимац као Сава
- Елизабета Ђоревска као Оља Јаковљевић
- Катарина Радивојевић као Марија Раденковић

### Епизодне
- Наташа Нинковић као Наталија Шавтовић Деспотовић
- Уликс Фехмиу као Живојин Савић Жика
- Милена Васић као Биљана Мргуд Биба
- Нада Блам као Мица
- Славиша Чуровић као Тужилац Мишко
- Мирјана Карановић као Загорка Обрадовић
- Сергеј Трифуновић као Ранко
- Михаило Јанкетић као пецарош
- Урош Јовчић као Добрило Животијевић
- Ђорђе Ерчевић као Лазар
- Милош Петровић као Ненад
- Марко Гверо као Витко Белић
- Ивана Дудић као Миланка Дракулић
- Небојша Глоговац као Јован Деспотовић
- Марта Ћеранић као Весна Томић
- Бојана Стефановић као Ана Марић
- Јована Балашевић као Ивана Попадић
- Стефан Радоњић као Игор
- Иван Заблаћански као инспектор Влада Петровић
- Предраг Бјелац као Никола Ковачевић
- Ђорђе Живадиновић као Петар Ковачевић Пеца
- Андрија Милошевић као Милош Рончевић
- Милица Јанкетић као портпаролка полиције
- Иван Ђорђевић као Веселин Бајовић Веса
- Драган Марјановић као Немања Журић
- Радоје Чупић као уредник Жарко
- Иван Зарић као Фили
- Јована Стевић као новинарка Даница
- Марко Павловић као конобар
- Драгиња Милеуснић као медицинска сестра
- Денис Мурић као Бранислав Катић Бане
- Аница Добра као Рада Антонијевић
- Татјана Кецман као Бранка
- Маја Шиповац као Катарина
- Растко Јанковић као полицајац Иван
- Наташа Влаховић Чуљковић као Љубица
- Исидора Симијоновић као Ружица Дамјановић Ружа
- Милан Чучиловић као полицајац
- Миодраг Драгичевић као Огњен Зорановић Киза
- Синиша Максимовић као Радојко Катић
- Јован Бацковић као Огњен Павловић Оги
- Мина Софтић као Данијела
- Татјана Венчеловски као Кизина мајка
- Тихомир Арсић као Младен Баровић Барон
- Предраг Милетић као инспектор Лежајић
- Радослав Миленковић као заступник Јевтић
- Александар Стојковић Пикси као инспектор Стојан
- Ивана Николић као Драгана Павловић
- Иван Томић као заступник Вујанић
- Јелена Гавриловић као Христина Пајовић
- Вања Ненадић као Мишина девојка
- Бранислав Томашевић као Миша Зворник
- Иван Вучковић као власник клуба
- Барбара Брадач као Јана Павловић
- Даница Радуловић као судиница
- Јелисавета Орашанин као Тијана Поповић
- Ненад Окановић као Петар Копчалић Пера

### Гости
- Шабан Шаулић као он лично
- Александра Ковач као она лично
- Стефан Живојиновић као он лично

## Епизоде
| Бр. у серији | Бр. у сезони | Назив          | Редитељ                        | Сценариста                            | Пpемијерно емитовање |
| --- | ------------ | -------------- | ------------------------------ | ------------------------------------- | -------------------- |
| 11 | 1            | "Епизода 2.1"  | Мирослав Лекић и Иван Живковић | Наташа Дракулић и Предраг Антонијевић | 18. децембар 2017.   |
| Након пуцњаве у кафићу има неколико мртвих, а Јеленина судбина је неизвесна. Александар је због тога потпуно ван себе, а Мирко покушава да буде разуман и обави увиђај. Иако је растројен, Александар схвата да је можда и он био мета пуцњаве што истрагу води на сасвим други колосек. Начелника Марјановића и даље нигде нема. |              |                |                                |                                       |                      |
| 12 | 2            | "Епизода 2.2"  | Мирослав Лекић и Иван Живковић | Наташа Дракулић и Предраг Антонијевић | 25. децембар 2017.   |
| Александар криви себе за Јеленино рањавање и последице које је оно оставило и зато је још одлучнији да пронађе убице. Истрага се развија у неколико праваца, почињу прва саслушања, свима је јасно да је пуцњава наручена. Појављује се и тајанствено нестали Марјановић који у свом том хаосу преузима место директора полиције, али ни Обрадовићка се не предаје. Александар му више не верује и само мисли на Јелену. |              |                |                                |                                       |                      |
| 13 | 3            | "Епизода 2.3"  | Мирослав Лекићи Иван Живковић  | Наташа Дракулић и Предраг Антонијевић | 1. јануар 2018.      |
| На изјави за штампу у полицији долази до преокрета кад новинар Веса почне да поставља питања, не само о Лунетовом случају, него и о Миличином случају, опхођењу према Наталији током хапшења и рањавању Жике. Александра зове полицајац из болнице и говори му да је неко покушао да уђе код Жике у собу представивши се као лекар па Александар наређује да се појача обезбеђење код Жике и да се доведе обезбеђење код Јелене. Касније, Марјановић испитује Мирка о Александровом понашању, а Александар одлази до Обрадовићке да поразговара са њом о свом оцу, али бива принуђен да оде кад она позове обезбеђење. Марија одлази из Ољиног и Александровог стана. |              |                |                                |                                       |                      |
| 14 | 4            | "Епизода 2.4"  | Мирослав Лекић и Иван Живковић | Наташа Дракулић и Предраг Антонијевић | 8. јануар 2018.      |
| Тужилац Мишко још једном доводи Наталију на испитивање, али и овог пута бива принуђен да јој продужи притвор због неуравнотеженог понашања током испитивања. Александар одлази код некадашње сараднице његовог оца, Бранке, код које се распитује о Милетовом убиству. Оља разговара са Маријом о Александру и говори јој да се стрпи јер ће јој се највероватније Александар вратити и говори јој ког човека је волела пре него што је упознала Милета, Александровог оца. Због чланка који је објављен недељу дана раније, Мирко је удаљен са дужности, али успева да наговори једног свог познаника да му сазна неке податке о постављеној направи под колима једног спортисте. Касније, Александар бива обавештен у болници да се Жика пробудио и Жика му признаје да је он убио Срлета, али Александар не стиже да добије одговор по чијој наредби јер га лекар избацује из Жикине собе. |              |                |                                |                                       |                      |
| 15 | 5            | "Епизода 2.5"  | Мирослав Лекићи Иван Живковић  | Наташа Дракулић и Предраг Антонијевић | 15. јануар 2018.     |
| Полиција приводи Срлетовог брата Немању, али бивају принуђени да га убрзо пусте јер налог за хапшење није био ваљан. Лунетов случај на неко време бива бачен у заборав јер непознати нападачи омамљују Ољу хлороформом у стану због чега добија полицијско обезбеђење. У међувремену, Александар открива да га неко прати и због тога се обраћа Мирку и Миланки за помоћ, Миланка одлази на тајни задатак у Немањин клан због чега непознати нападачи пуцају на камеру изнад улазних врата зграде у којој она живи, а полицији јављају да је Коста подлегао повредама. Касније, Никола Ковачевић обавештава заступника Животијевића да он преузима Наталијине трошкове на себе и да Животијевић наставља да је брани. Николиног сина Пецу отимају испред зграде у којој живи. |              |                |                                |                                       |                      |
| 16 | 6            | "Епизода 2.6"  | Мирослав Лекић и Иван Живковић | Наташа Дракулић и Предраг Антонијевић | 22. јануар 2018.     |
| Мирко обавештава Александра да је његов доушник Бане нестао и због тога се покреће истрага огромних размера, поготово што је Банетов отац Мирков добар пријатељ. Са друге стране, Никола Ковачевић добија упутства преко мобилног шта да ради ако жели да добије свог сина назад, а у упутствима је наложено да новац за откуп донесе лично Александар. Како би обезбедио да Александар однесе новац отмичарима, Никола нуди да плати Јелени лечење у иностранству. Марјановић и Зоран бесне што им Александар и Мирко нису рекли за Банета, а поготово што је Мирко привео једног Банетовог друга док је још под суспензијом. Касније, Мирко још једном одлази да провери Банетову собу и да поразговара са Банетовим оцем, али тамо му преко мобилног Александар јавља да је Бане пронађен и како. |              |                |                                |                                       |                      |
| 17 | 7            | "Епизода 2.7"  | Иван Живковић и Мирослав Лекић | Наташа Дракулић и Предраг Антонијевић | 29. јануар 2018.     |
| Мирко приводи Банетовог друга Кизу и од њега добија кључне податке о томе ко је наредио Банетово убиство. Марија потписује налог за хапшење и због Банетовог убиства бива приведен човек познат под надимком "Барон", али он одбија да говори па завршава у притвору од 48 сати. Марјановић је беснео што је Александар привео Барона на своју руку, али је ипак дозволио и притвор и привођење. У међувремену, Мирко се распитује код једног полицајца у пензији о нерешеном убиству Бибиног супруга о чему му полицајац у пензији Лежајић говори да је мало фалило да реши случај, али су њега пензионисали превремено, а истрагу прекинули. Након последњег одласка код Срлетовог брата Немање, Миланки се губи сваки траг. |              |                |                                |                                       |                      |
| 18 | 8            | "Епизода 2.8"  | Иван Живковић и Мирослав Лекић | Наташа Дракулић и Предраг Антонијевић | 5. фебруар 2018.     |
| Марјановић уз помоћ своје бивше колегинице Бранке отима Рончевића и трампи га за Миланку, али Рончевић је био мучен на исти начин као и Миланка - силовањем. Немањини људи и даље прате Александра, али он успева да их превари и да их натера да колима улете у реку, а касније одлази да однесе откуп за Николиног сина Пецу и открива ко га је отео и зашто. Александар тражи од Марије неколико налога како би могао да оде у Бањалуку да испита људе који су били осумњичени за убиство Бибиног супруга. Након извлачења кола из реке и у току увиђаја, форензичарку Раду зове загонетна особа за коју се на крају испоставља да је Никола Ковачевић. |              |                |                                |                                       |                      |
| 19 | 9            | "Епизода 2.9"  | Иван Живковић и Мирослав Лекић | Наташа Дракулић и Предраг Антонијевић | 12. фебруар 2018.    |
| Александар одлази у Бањалуку да испита људе осумњичене у вези са убиством Бибиног супруга јер мисли да су они умешани и у Лунетово убиство због чега шаље њихова кола на вештачење у Београд. Мирко склања жену и децу јер осећа да се црнило надвија и над њим. Касније, Александар износи Јелени чињенице због којих сумња да је Марјановић умешан у убиство његовог оца, Марјановић и њега удаљава са дужности и говори му да би могао да добије и отказ, а Кизи отимају мајку због чега он бива принуђен да промени исказ што исходује Микијевим и Бароновим пуштањем. Рончевић постаје одлучан да пронађе жену која га је унаказила - Бранку. |              |                |                                |                                       |                      |
| 20 | 10           | "Епизода 2.10" | Иван Живковић и Мирослав Лекић | Наташа Дракулић и Предраг Антонијевић | 19. фебруар 2018.    |
| Марјановићеви људи поново отимају Рончевића због чега Немања покреће потрагу за женом код које је Рончевић већ био - Бранком. Миланка признаје Бранки да јој се Мирко свиђа и одлучује да се врати кући. Тамо разговара са Мирком који криви себе за то што јој се десило, а на одласку га пољуби. Шеф једног дела подземља, Миша Зворник, наређује Бароново убиство, а након тога се решава и извођачице тог убиства. Јован упознаје адвокатицу Христину, од које жели да му помогне да добије Миличин део Ситиленда, који је дат Наталији. На Ољин наговор, Марија лажира болест и Александар је води у болницу где среће Јелену. Немањини људи долазе у Бранкин крај где се спрема опасан обрачун. |              |                |                                |                                       |                      |
| 21 | 11           | "Епизода 2.11" | Иван Живковић и Мирослав Лекић | Наташа Дракулић и Предраг Антонијевић | 26. фебруар 2018.    |
| Након крвавог обрачуна на Бранкином терену остају мртви са обе стране, а Марјановић долази да почисти "неред" приликом чега на површину избија нешто што је он крио. На самрти, Бранка говори Марјановићу да Александар мора да зна истину. Сава јавља Aлександру да је пронашао нешто што доказује да су кола Босанаца била у Београду па Александар тражи од Марије налоге за хапшење и обавештава Зорана о свему. Мирка супруга обавештава да ће она и деца бити уз њега хтео он то или н и да ће да је у другом стању. Марјановић посећује Жику у болници и говори му да је водеће место упражњено и да ће он морати да га попуни. |              |                |                                |                                       |                      |
| 22 | 12           | "Епизода 2.12" | Иван Живковић и Мирослав Лекић | Наташа Дракулић и Предраг Антонијевић | 5. март 2018.        |
| Браћу из Босне приводе и задржавају након открића да су њихова кола била у Србији у ноћи кад је пуцано у кафићу, а касније се испоставља да су они стварно повезани и са убиством Бибиног супруга. Готово у исто време бивају пронађена тела Барона и Бранке због чега инспекторски тројац покреће истрагу, а Марјановић враћа Мирка на дужност и даје му посебан задатак да пронађе Ружу користећи њеног пса као мамац. Полицијски службеници обустављају рад и демонстрирају испред зграде МУП-а током чега долази до обрта кад на њих насрне Миша Зворник са својим момцима. Александар од Загорке добија један потресан податак о односу Марјановића и његовог оца и одлучује да уради ДНК анализу, а у међувремену успева да се помири са Јеленом. Марија одлази из Ољиног стана. Мирко од Жике сазнаје за Немањину судбину после чега одлази до кафане у којој је Барон последњи пут виђен жив и тамо долази до података са ким је он био у друштву те вечери. Касније се Александар и Марјановић налазе у кафани, а Мирко долази кући где га чека непријатан призор. |              |                |                                |                                       |                      |

## Филмска екипа
- Режија:Мирослав Лекић
Иван Живковић
- Сценарио:Наташа Дракулић
Предраг Антонијевић
- Директори серије:Вук Мреновић 
 Угљеша Јокић
- Директор Фотографије:Милош Кодемо
- Монтажа:Филип Дедић
- Композитор:Александра Ковач
- Костим:Сенка Кљајић
- Сценографија:Никола Берчек
- Помоћник редитеља: Маја Гардиновачки
- Продукција:Дајрект медија 
 Јунајтед медија
- Извршна продукција: Данделион продакшн 
 Vision team Београд